# Bojowa Organizacja Ludowa
Bojowa Organizacja Ludowa – konspiracyjna organizacja radykalnej młodzieży chłopskiej powstała w 1941 na Lubelszczyźnie. 

## Historia
Powstała organizacja początkowo przyjęła nazwę Związek Młodochłopski. Działała w powiatach włodawskim i lubartowskim, współdziałając w wielu akcjach zbrojnych z Batalionami Chłopskimi i partyzantka radziecką. Po powstaniu Polskiej Partii Robotniczej na Lubelszczyźnie weszła w jej skład. Czołowi działacze: S. Gajus, S. Raczyński, Kazimierz Sidor. Organ prasowy: „Manifest Wolności”.